# 齊藤誠 (財務官僚)
齊藤 誠（さいとう まこと）は、日本の税関職員。財務省横浜税関監視部長や、財務省神戸税関長を務めた。

## 人物・経歴
北海道出身。1973年中央大学法学部卒業。財務省関税局で法律改正などに携わり、財務省大阪税関関西空港税関支署長を経て、2003年財務省横浜税関監視部長。2005年から財務省神戸税関長として、現場での利便性の向上にあたった。2018年（平成30年）秋の叙勲で瑞宝中綬章受章。